# Хикс-Бич, Майкл, 1-й граф Сент-Олдуин
Майкл Эдвард Хикс-Бич, 1-й граф Сент-Олдуин (англ. Michael Edward Hicks Beach, 1st Earl St Aldwyn; 23 октября 1837[…], Лондон — 30 апреля 1916[…], Coln St. Aldwyns, Глостершир) — британский государственный деятель, канцлер казначейства Великобритании (1885—1886 и 1895—1902).

## Биография
Был старшим сыном сэра Майкла Хикса-Бича, 8-го баронета, из Беверстона. В 1854 году после смерти отца унаследовал его титул. Окончил Итонский колледж, затем изучал право и историю в колледже Крайст-Чёрч Оксфордского университета.
В 1864 году был избран в Палату общин от Восточного Глостершира, где вошел во фракцию консерваторов.
С февраля по декабрь 1868 год являлся секретарём Комитета попечения о бедных, одновременно в течение нескольких недель был заместителем министра внутренних дел. После поражения консерваторов на парламентских выборах в качестве представителя оппозиции активно выступал против закона об университетах премьер-министра Гладстона и против системы тайного голосования.
Неоднократно входил в состав правительства Великобритании во главе с маркизом Солсбери:
- 1874—1878 гг. — главный секретарь по делам Ирландии,
- 1878—1880 гг. — министр колоний,
- 1885—1886 гг. — канцлер казначейства, лидер Палаты общин,
- 1886—1887 гг. — главный секретарь по делам Ирландии,
- 1887—1888 гг. — министр без портфеля,
- 1888—1892 гг. — председатель Совета по торговле,
- 1895—1902 гг. — канцлер казначейства.

Как канцлер он принял решение о снижении финансовых платежей с фиксированными сроками уплаты по государственному долгу с 25 до 22 млн. фунтов. Испытывая необходимость в поиске средств для ведения Англо-бурской войны он сочетал получение займов с введением дополнительного налогообложения. Повысил ставку подоходного налога, ввел налоги на сахар и на экспорт угля (1901), в 1902 г. вновь ввел регистрационную пошлину на зерно и муку, которая была отменена в 1869 г..
В 1901—1906 гг. — старейшина Палаты общин. В 1884 г. возглавлял Национальный союз консервативных и юнионистских ассоциаций. В годы своей политической деятельности получил прозвище «Чёрный Майкл».
Находясь в отставке, возглавлял Королевскую комиссию по постоянным церковным практикам.
В 1906 г. ему был пожалован королем Эдуардом VII ему был пожалован титул виконта, а в 1915 г. его преемником Георгом V — графа Сент-Олдуина.
В первом браке был женат на Каролине Сьюзан Элвис, а вторым браком — на Люси Кэтрин Фортескью, от которой родились сын, Майкл Хикс-Бич, виконт Куэнингтон, член Палаты общин (1906—1916) и три дочери.